# 中華民國國會在臺灣之全面選舉與罷免
1949年中華民國政府遷往臺灣後，40餘年未全面改選第一屆中央民意代表（國會議員），遭指為「萬年國會」，於1991年底全數卸任，開始以中華民國自由地區（即臺灣、澎湖、金門與馬祖等島嶼）為範圍進行中央民意代表定期改選。
這次與之後的國會選舉不但讓中華民國的中央民意代表擁有更強的合法性與正當性，也象徵中華民國邁向民主國家、在政治層面落實臺灣本土化。直接民選的總統及國會、2000年及2008年及2016年的政黨輪替與和平轉移政權更是中華民國在台灣主權獨立自主、政治自由民主、社會開放進步、政府依法行政、全民監督政府施政與公僕表現的重要象徵與方式。
目前，監察院已不再由省市議會選出，而是由總統提名，立法院同意；國民大會也停止運作，其原有的職權亦全數轉移至立法院或由人民直接行使。立法院成為一院制國會，立法委員選舉成為唯一的國會議員選舉，法規中之正式名稱為「中央公職人員選舉」。

## 改制背景與經過
1949年12月，由於第二次國共內戰失利，中華民國政府遷臺，由於大部分中央民意代表的選區無法改選，政府陸續以咨請延任、解釋憲法等方式讓第一屆延任。
1964年9月，國立臺灣大學政治系教授兼系主任彭明敏與其學生謝聰敏和魏廷朝共同起草《台灣自救運動宣言》，認為「蔣政權能否代表台灣的人民？三千餘人的國大代表中，台灣的代表只有十餘席，四七三人的立法院中，台灣的代表也不過六名，他們的任期已分別於十二年前和十五年前屆滿，當然不能代表現在的台灣人民」，並主張「重新制定憲法，保障基本人權，成立向國會負責且具有效能的政府，實行真正的民主政治。」三人隨即遭逮捕、以「叛亂罪嫌」起訴、並判處有期徒刑。1971年10月中華民國退出聯合國後，1972年1月雷震所提出的《救亡圖存獻議》中亦有「立法委員……由臺灣地區，包括金馬在內，及海外地區的華僑和留學生依人口比例選舉」之主張。
1972年，國民大會增訂《動員戡亂時期臨時條款》，明定第一屆中央民意代表繼續行使職權，同時在自由地區增加中央民意代表名額，定期選舉。
1975年參加第二次增額立法委員選舉的知名黨外運動人士郭雨新也曾提出「國會全面改選」之政見。此後，黨外運動人士和民主運動的自由派學者大多主張全面改選國會議員。
1987年12月25日，國民大會在臺北市中山堂舉行「中華民國行憲四十週年紀念日」紀念儀式，邀請時任總統蔣經國出席致詞。民主進步黨發起「1225國會全面改選運動」。在場外，主辦單位製作「垃圾是不會自己跑進垃圾桶的」傳單，由立法委員康寧祥督導這場抗議「一千人對抗一千九百萬人的戰爭」，來自全台的數萬民眾挺身支持這項「要求萬年老國代、老立委下台」的大規模示威遊行。超過五萬以上的人潮包圍會場中山堂，將附近路段擠得水洩不通，示威群眾在當時的中華商場旁平交道站在火車頭上、阻斷南北雙向火車前進，成為臺灣街頭運動史上第一次因政治抗爭而使臺北市西門町圓環縱貫鐵路中斷。在場內，當國大秘書長何宜武宣讀總統致詞時，11位民主進步黨籍的國民大會代表突然舉起布條並高呼「國會全面改選」口號，向出席會議的總統蔣經國展現臺灣人要求改革的決心。
1989年1月26日，立法院通過《第一屆資深中央民意代表自願退職條例》，適用範圍包括國民大會代表、立法委員與監察委員；但由於資深代表抗退者眾，《退職條例》成效不彰。值得注意的是，不改選之「萬年國會」不僅引起民主進步黨和自由派學者之抗議，中國國民黨內部不少青年黨員也認為其在國會的政治前途被資深代表阻斷而有所不滿。
1990年3月，大批大學生為了抗議當時依然由第一屆國民大會代表投票的第八任總統選舉，於中正紀念堂前發動抗爭活動，也就是「野百合學運」，又稱「三月學運」。學運進行同時，3月21日中午，時任總統及中國國民黨主席的李登輝順利當選下任總統，獲得往後六年的總統任期。當選當日下午，李登輝在即接見學運學生代表，接納其政治改革意見。4月3日，26名立法委員連署提出釋憲案，要求司法院大法官重新檢視1954年的第31號解釋。參與連署之立法委員除了民主進步黨籍的陳水扁、余政憲、彭百顯、葉菊蘭、張俊雄、盧修一、謝長廷；也有中國國民黨籍的謝深山、黃正一、趙少康、王志雄、黃主文；和無黨籍的張博雅等人。6月21日，司法院大法官做成《釋字第261號解釋》：「為適應當前情勢，第一屆未定期改選之中央民意代表除事實上已不能行使職權或經常不行使職權者，應即查明解職外，其餘應於中華民國八十年十二月三十一日以前終止行使職權，並由中央政府依憲法之精神、本解釋之意旨及有關法規，適時辦理全國性之次屆中央民意代表選舉，以確保憲政體制之運作。」。李登輝亦履行對學生的承諾，在6月28日領導執政的中國國民黨與在野的民主進步黨等黨派召開「國是會議」，凝聚修憲與國會全面改選程序的共識。
1991年4月，第一屆國民大會召開第二次臨時會，依照決議，李登輝總統在5月1日，公告廢止《動員戡亂時期臨時條款》同時公佈國民大會制定的《中華民國憲法增修條文》，新通過的《憲法增修條文》讓中央民意代表完全由中華民國自由地區選民選舉產生始有法源根據。1991年12月21日，舉行了第二屆國民大會代表選舉。。1991年12月31日，在任超過43年的資深第一屆國民大會代表、第一屆立法委員、第一屆監察委員全數優待退休，「萬年國會」正式終結。而立法院、監察院則分別由1989年、1987年依動員戡亂時期自由地區中央公職人員增選補選辦法選出的增額委員繼續運作。1992年12月19日，辦理了第二屆立法委員選舉，隨後國民大會也依照1992年第二次修憲對監察院的新條文，通過了總統提名的第二屆監察委員。1993年2月1日，第二屆立法院與第二屆監察院順利組成。

## 法源與選舉方式
其適用法源除了中華民國憲法及其增修條文之外，最主要的就是《公職人員選舉罷免法》。憲法增修條文對國會各機關之選舉方式經過多次修訂，形成了民主化後臺灣的憲政格局。
| 年份   | 名稱       | 國民大會                               | 立法院                         | 監察院                                     | 國會制度 |
| ------ | ---------- | -------------------------------------- | ------------------------------ | ------------------------------------------ | -------- |
| 1990年 | 憲法增修前 | 全國人民直接選舉，任期六年             | 全國人民直接選舉，任期三年     | 全國各省級議會間接選舉，任期六年           | 三院制   |
| 1991年 | 第一次增修 | 自由地區人民直接選舉，任期至總統任滿前 | 自由地區人民直接選舉，任期三年 | 自由地區各省及直轄市議會間接選舉，任期六年 | 三院制   |
| 1992年 | 第二次增修 | 自由地區人民直接選舉，任期四年         | 自由地區人民直接選舉，任期三年 | 治權機關，不舉行選舉                       | 兩院制   |
| 2000年 | 第六次增修 | 任務型修憲機關，自由地區人民直接選舉   | 自由地區人民直接選舉，任期三年 | 治權機關，不舉行選舉                       | 一院制   |
| 2005年 | 第七次增修 | 停止運作，不舉行選舉                   | 自由地區人民直接選舉，任期四年 | 治權機關，不舉行選舉                       | 一院制   |

## 國會議員定期改選
| 年份   | 日期     | 機關     | 屆次     | 應選人數 | 主條目                         | 附註                                              |
| ------ | -------- | -------- | -------- | -------- | ------------------------------ | ------------------------------------------------- |
| 1991年 | 12月21日 | 國民大會 | 第二屆   | 325      | 1991年中華民國國民大會代表選舉 | 國民大會首次全面改選                              |
| 1992年 | 12月19日 | 立法院   | 第二屆   | 161      | 1992年中華民國立法委員選舉     | 立法院首次全面改選                                |
| 1995年 | 12月2日  | 立法院   | 第三屆   | 164      | 1995年中華民國立法委員選舉     |                                                   |
| 1996年 | 3月23日  | 國民大會 | 第三屆   | 334      | 1996年中華民國國民大會代表選舉 | 與1996年中華民國總統選舉同時舉行                  |
| 1998年 | 12月5日  | 立法院   | 第四屆   | 225      | 1998年中華民國立法委員選舉     |                                                   |
| 2001年 | 12月1日  | 立法院   | 第五屆   | 225      | 2001年中華民國立法委員選舉     |                                                   |
| 2004年 | 12月11日 | 立法院   | 第六屆   | 225      | 2004年中華民國立法委員選舉     |                                                   |
| 2005年 | 5月14日  | 國民大會 | 任務型   | 300      | 2005年中華民國國民大會代表選舉 | 末代國民大會選舉                                  |
| 2008年 | 1月12日  | 立法院   | 第七屆   | 113      | 2008年中華民國立法委員選舉     | 立法委員選制及任期改革、 與全國性公民投票同時舉行 |
| 2012年 | 1月14日  | 立法院   | 第八屆   | 113      | 2012年中華民國立法委員選舉     | 與2012年中華民國總統選舉同時舉行                  |
| 2016年 | 1月16日  | 立法院   | 第九屆   | 113      | 2016年中華民國立法委員選舉     | 與2016年中華民國總統選舉同時舉行                  |
| 2020年 | 1月11日  | 立法院   | 第十屆   | 113      | 2020年中華民國立法委員選舉     | 與2020年中華民國總統選舉同時舉行                  |
| 2024年 | 1月13日  | 立法院   | 第十一屆 | 113      | 2024年中華民國立法委員選舉     | 與2024年中華民國總統選舉同時舉行                  |

- 依照憲法第一次增修條文，原訂1992年12月需舉行第二屆監察委員選舉。但1992年5月憲法第二次增修後選舉取消。
- 依照憲法第四次增修條文，原訂2000年5月需舉行第四屆國民大會代表選舉。但2000年4月憲法第六次增修後選舉取消。

## 國會議員補選
依照公職人員選舉罷免法，如原當選人辭職導致出缺（第七十三條）或當選人經判決當選無效（第七十四條）則應於原選區辦理補選。而實際上，舉辦國會議員補選之原因，多半為立法委員因為任期中當選地方政府首長或就任內閣官職而辭職立委，少數為判決當選無效者。因早期國會選舉採用複數選區制，如少數當選人出缺時可以由落選者依票數遞補，補選比較少見。然而自2008年立法委員選舉改制為單一選區兩票制後，加上地方選舉與中央選舉錯開，導致補選數量大增。
| 年份   | 日期     | 國會屆別       | 補選人數 | 補選選區                                                                                 |
| ------ | -------- | -------------- | -------- | ---------------------------------------------------------------------------------------- |
| 1995年 | 3月12日  | 第二屆立法委員 | 1        | 花蓮縣選舉區                                                                             |
| 1997年 | 11月30日 | 第三屆立法委員 | 1        | 嘉義市選舉區                                                                             |
| 2006年 | 3月11日  | 第六屆立法委員 | 1        | 嘉義市選舉區                                                                             |
| 2009年 | 3月14日  | 第七屆立法委員 | 1        | 苗栗縣第一選舉區                                                                         |
| 2009年 | 3月28日  | 第七屆立法委員 | 1        | 臺北市第六選舉區                                                                         |
| 2009年 | 9月26日  | 第七屆立法委員 | 1        | 雲林縣第二選舉區                                                                         |
| 2009年 | 12月5日  | 第七屆立法委員 | 1        | 南投縣第一選舉區                                                                         |
| 2010年 | 1月9日   | 第七屆立法委員 | 3        | 桃園縣第二選舉區、臺中縣第三選舉區、臺東縣選舉區                                         |
| 2010年 | 2月27日  | 第七屆立法委員 | 4        | 桃園縣第三選舉區、新竹縣選舉區、嘉義縣第二選舉區、花蓮縣選舉區                           |
| 2011年 | 3月5日   | 第七屆立法委員 | 2        | 臺南市第四選舉區、高雄市第四選舉區                                                       |
| 2013年 | 1月26日  | 第八屆立法委員 | 1        | 臺中市第二選舉區                                                                         |
| 2015年 | 2月7日   | 第八屆立法委員 | 5        | 臺中市第六選舉區、苗栗縣第二選舉區、彰化縣第四選舉區、南投縣第二選舉區、屏東縣第三選舉區 |
| 2019年 | 1月27日  | 第九屆立法委員 | 2        | 臺北市第二選舉區、臺中市第五選舉區                                                       |
| 2019年 | 3月16日  | 第九屆立法委員 | 4        | 新北市第三選舉區、臺南市第二選舉區、彰化縣第一選舉區、金門縣選舉區                       |
| 2022年 | 1月9日   | 第十屆立法委員 | 1        | 臺中市第二選舉區                                                                         |
| 2023年 | 1月8日   | 第十屆立法委員 | 1        | 臺北市第三選舉區                                                                         |
| 2023年 | 3月4日   | 第十屆立法委員 | 1        | 南投縣第二選舉區                                                                         |

## 國會議員罷免
國會在臺灣之全面選舉與罷免之後，曾有選區選民發動國民大會代表或及法委員之罷免案，迄今只有一案通過。下列罷免案曾進行第三階段投票，其他未成案之罷免詳見罷免制度專頁。
| 年份   | 日期     | 國會屆別         | 選區               | 姓名   | 結果   | 主條目                       |
| ------ | -------- | ---------------- | ------------------ | ------ | ------ | ---------------------------- |
| 1994年 | 11月27日 | 第二屆立法委員   | 臺北縣選舉區       | 詹裕仁 | 否決   | 龍門核能發電廠（核四廠）爭議 |
| 1994年 | 11月27日 | 第二屆立法委員   | 臺北縣選舉區       | 林志嘉 | 否決   | 龍門核能發電廠（核四廠）爭議 |
| 1994年 | 11月27日 | 第二屆立法委員   | 臺北縣選舉區       | 洪秀柱 | 否決   | 龍門核能發電廠（核四廠）爭議 |
| 1994年 | 11月27日 | 第二屆立法委員   | 臺北縣選舉區       | 韓國瑜 | 否決   | 龍門核能發電廠（核四廠）爭議 |
| 1995年 | 1月22日  | 第二屆立法委員   | 臺北市第二選舉區   | 魏鏞   | 否決   | 龍門核能發電廠（核四廠）爭議 |
| 2015年 | 2月14日  | 第八屆立法委員   | 臺北市第四選舉區   | 蔡正元 | 否決   | 蔡正元罷免案                 |
| 2017年 | 12月16日 | 第九屆立法委員   | 新北市第十二選舉區 | 黃國昌 | 否決   | 黃國昌罷免案                 |
| 2021年 | 10月23日 | 第十屆立法委員   | 臺中市第二選舉區   | 陳柏惟 | 通過   | 陳柏惟罷免案                 |
| 2022年 | 1月9日   | 第十屆立法委員   | 臺北市第五選舉區   | 林昶佐 | 否決   | 林昶佐罷免案                 |
| 2025年 | 7月26日  | 第十一屆立法委員 | 基隆市選舉區       | 林沛祥 | 否決   | 大罷免、大罷免投票列表       |
| 2025年 | 7月26日  | 第十一屆立法委員 | 臺北市第三選舉區   | 王鴻薇 | 否決   | 大罷免、大罷免投票列表       |
| 2025年 | 7月26日  | 第十一屆立法委員 | 臺北市第四選舉區   | 李彥秀 | 否決   | 大罷免、大罷免投票列表       |
| 2025年 | 7月26日  | 第十一屆立法委員 | 臺北市第六選舉區   | 羅智強 | 否決   | 大罷免、大罷免投票列表       |
| 2025年 | 7月26日  | 第十一屆立法委員 | 臺北市第七選舉區   | 徐巧芯 | 否決   | 大罷免、大罷免投票列表       |
| 2025年 | 7月26日  | 第十一屆立法委員 | 臺北市第八選舉區   | 賴士葆 | 否決   | 大罷免、大罷免投票列表       |
| 2025年 | 7月26日  | 第十一屆立法委員 | 新北市第一選舉區   | 洪孟楷 | 否決   | 大罷免、大罷免投票列表       |
| 2025年 | 7月26日  | 第十一屆立法委員 | 新北市第七選舉區   | 葉元之 | 否決   | 大罷免、大罷免投票列表       |
| 2025年 | 7月26日  | 第十一屆立法委員 | 新北市第八選舉區   | 張智倫 | 否決   | 大罷免、大罷免投票列表       |
| 2025年 | 7月26日  | 第十一屆立法委員 | 新北市第九選舉區   | 林德福 | 否決   | 大罷免、大罷免投票列表       |
| 2025年 | 7月26日  | 第十一屆立法委員 | 新北市第十二選舉區 | 廖先翔 | 否決   | 大罷免、大罷免投票列表       |
| 2025年 | 7月26日  | 第十一屆立法委員 | 桃園市第一選舉區   | 牛煦庭 | 否決   | 大罷免、大罷免投票列表       |
| 2025年 | 7月26日  | 第十一屆立法委員 | 桃園市第二選舉區   | 權吉   | 否決   | 大罷免、大罷免投票列表       |
| 2025年 | 7月26日  | 第十一屆立法委員 | 桃園市第三選舉區   | 魯明哲 | 否決   | 大罷免、大罷免投票列表       |
| 2025年 | 7月26日  | 第十一屆立法委員 | 桃園市第四選舉區   | 萬美玲 | 否決   | 大罷免、大罷免投票列表       |
| 2025年 | 7月26日  | 第十一屆立法委員 | 桃園市第五選舉區   | 呂玉玲 | 否決   | 大罷免、大罷免投票列表       |
| 2025年 | 7月26日  | 第十一屆立法委員 | 桃園市第六選舉區   | 邱若華 | 否決   | 大罷免、大罷免投票列表       |
| 2025年 | 7月26日  | 第十一屆立法委員 | 新竹市選舉區       | 鄭正鈐 | 否決   | 大罷免、大罷免投票列表       |
| 2025年 | 7月26日  | 第十一屆立法委員 | 臺中市第四選舉區   | 廖偉翔 | 否決   | 大罷免、大罷免投票列表       |
| 2025年 | 7月26日  | 第十一屆立法委員 | 臺中市第五選舉區   | 黃健豪 | 否決   | 大罷免、大罷免投票列表       |
| 2025年 | 7月26日  | 第十一屆立法委員 | 臺中市第六選舉區   | 羅廷瑋 | 否決   | 大罷免、大罷免投票列表       |
| 2025年 | 7月26日  | 第十一屆立法委員 | 雲林縣第一選舉區   | 丁學忠 | 否決   | 大罷免、大罷免投票列表       |
| 2025年 | 7月26日  | 第十一屆立法委員 | 花蓮縣選舉區       | 傅崐萁 | 否決   | 大罷免、大罷免投票列表       |
| 2025年 | 7月26日  | 第十一屆立法委員 | 臺東縣選舉區       | 黃建賓 | 否決   | 大罷免、大罷免投票列表       |
| 2025年 | 8月23日  | 第十一屆立法委員 | 新北市第十一選舉區 | 羅明才 | 待投票 | 大罷免、大罷免投票列表       |
| 2025年 | 8月23日  | 第十一屆立法委員 | 新竹縣第二選舉區   | 林思銘 | 待投票 | 大罷免、大罷免投票列表       |
| 2025年 | 8月23日  | 第十一屆立法委員 | 臺中市第二選舉區   | 顏寬恆 | 待投票 | 大罷免、大罷免投票列表       |
| 2025年 | 8月23日  | 第十一屆立法委員 | 臺中市第三選舉區   | 楊瓊瓔 | 待投票 | 大罷免、大罷免投票列表       |
| 2025年 | 8月23日  | 第十一屆立法委員 | 臺中市第八選舉區   | 江啟臣 | 待投票 | 大罷免、大罷免投票列表       |
| 2025年 | 8月23日  | 第十一屆立法委員 | 南投縣第一選舉區   | 馬文君 | 待投票 | 大罷免、大罷免投票列表       |
| 2025年 | 8月23日  | 第十一屆立法委員 | 南投縣第二選舉區   | 游顥   | 待投票 | 大罷免、大罷免投票列表       |

## 另見
- 萬年國會
- 三月學運
- 中華民國總統及副總統在臺灣之公民直接選舉與罷免
- 台灣本土化運動
- 中華民國政治
- 台灣選舉

## 外部連結
- 歷屆國民大會歷次會議實錄, 立法院
- 中華民國中央選舉委員會（页面存档备份，存于）
- 中華民國中央選舉委員會選舉資料記錄